# 슈퍼 마리오 오디세이
《슈퍼 마리오 오디세이》는 닌텐도가 제작한 2017년 플랫폼 게임이다. 《슈퍼 마리오》 시리즈 작품으로 닌텐도 스위치로 개발됐다. 주인공 마리오가 새로운 동료 캐피—마리오가 다른 등장인물들과 물체들을 통제하게 하는 모자혼령—와 함께 다양한 세계를 배경으로 여행하며 강적 쿠파가 피치 공주와 결혼하려는 음모를 저지하는 이야기를 다뤘다. 선형 게임플레이를 채택한 이전작들과는 달리 《슈퍼 마리오 64》와 《슈퍼 마리오 선샤인》에서 앞서 선보인 오픈 월드 기반 게임플레이로 회귀한 것이 특징이다.
게임상에서 마리오는 비행선 오디세이에 탑승해 여러 왕국을 탐험하며 오디세이의 연료가 되는 파워문을 수집한다. 캐피는 《오디세이》의 주요기능 캡처을 담당해, 이를 통해 다양한 물체와 적들에 빙의해 퍼즐을 풀고 탐사하는 등 다양한 방식으로 게임을 진행한다. 본편 이야기를 마친 후에는 추가 왕국이 해금되고 '루이지의 풍선 월드'같은 파고들기 요소들을 즐길 수 있다. 그 외 다인용 기능과 닌텐도 라보를 사용하는 가상 현실을 지원한다.
닌텐도 기획제작본부가 개발을 담당했으며 《슈퍼 마리오 3D월드》 완성 직후인 2013년부터 개발에 착수하였다. 개발 중에 다양한 도안들이 제시되었으며 이들을 모두 통합하기 위해 팀은 고유한 샌드박스 스타일의 게임플레이를 구축하기로 결정하였다. 일반적인 청중을 겨냥한 《슈퍼 마리오 3D랜드》나 《슈퍼 마리오 런》과는 달리 《슈퍼 마리오 오디세이》는 개발진이 시리즈에 익숙한 플레이어들을 매혹하고자 설계했다. 게임 내에 주제가 총 2곡, "Jump Up, Super Star!"와 "Break Free (Lead The Way)"가 수록됐다.
《슈퍼 마리오 오디세이》는 2017년 10월 27일 전세계에 동시발매됐다. 대한민국에서는 닌텐도 스위치 정식발매와 동시에 2017년 12월 1일에 출시됐다. 발매 당시 게임 내 혁신, 독창성, 그리고 지난 《마리오》 게임들로부터의 개선점 등으로 전폭적인 호평을 받았다. 게임 시상식에서 여러 종목을 수상받았으며 2023년 9월 기준으로 판매량이 2600만 장 이상이다.

## 게임 플레이
《슈퍼 마리오 오디세이》는 플레이어가 주인공 마리오를 통제하는 플랫폼 게임의 하나로서, 마리오는 그의 모자 모양의 배 "오디세이호"를 타고 수많은 세계들을 여행하며 피치 공주와 결혼하려는 쿠파로부터 피치 공주를 구출하는 것이 목적이다. 이 게임을 통해 마리오는 "왕국"이라는 이름의 다양한 세계들로 여행을 떠나며 《슈퍼 마리오 64》와 《슈퍼 마리오 선샤인》에서 선보였던 자유롭게 돌아다니는 탐험 기반 레벨 디자인으로 복귀하는데, 각각은 포토리얼리스틱한 도시들에서부터 더 판타지에 기반을 둔 세계에 이르는 고유한 디자인을 갖추고 있다. 마리오가 찾아떠나는 각 왕국은 파워문이라는 아이템을 얻기 위해 다양한 목표를 클리어하며 오디세이호를 파워업하면 새로운 세계들로 접근할 수 있다. 전 세계에 퍼져있는 체크포인트 깃발들에 도달하면 마리오는 즉시 워프할 수 있는 능력을 얻게 된다. 일부 레벨에는 "플랫"(flat) 존이라는 이름의 지역들이 있으며 여기에서 마리오는 오리지널 《슈퍼 마리오브라더스》에서의 자신의 모습과 비슷한 사이드스크롤링 환경으로 이동한다.
트리플 점프라든지 벽 점프와 같이 마리오의 기존의 이동 레퍼토리뿐 아니라 마리오는 그의 캡(캐피라는 이름의 모런족)을 던질 수 있다. 이 캡은 적을 공격하기 위해 여러 방향으로 던질 수 있으며 일시적인 발 받침대로 사용할 수도 있다. 캡을 특정한 물체나 직접 플레이가 불가능한 등장인물에 던지면 마리오는 이들을 소유하여 고유한 기능을 수행할 수 있게 한다. 이를테면 마리오는 커다란 틈 사이로 날아다니는 킬러를 소유할 수 있고 전기 박스의 경우 전기선을 올라탈 수 있으며 탱크로를 소유하면 적에게 발사할 수 있다. 조이콘 컨트롤러를 가지고 모션 컨트롤을 사용하면 일부 동작을 가속시킬 수 있지만, 완전한 게임 플레이를 가능케 하려면 조이콘이 스위치 콘솔에 부착되어 있어야 한다. 게임을 통해 마리오는 개별 왕국에만 존재하는 자주색 코인(로컬코인)을 포함하여 코인들을 모을 수 있으며 새로운 모자와 옷과 같은 아이템을 사는데 쓸 수 있고 그 중 일부는 특정한 목표를 완수하는데 필수적이다. 마리오는 구덩이에 떨어지거나 데미지를 입음으로써 사망하면 10코인을 잃는다. 그 외의 경우 사망 시에는 특별한 페널티가 없다. 이 게임은 협동 플레이도 갖추고 있어서, 2P 플레이어가 캐피 역할을 맡아서 마리오와 별개로 적들을 공격할 수 있다.
이 게임은 각 왕국에서 최소한의 수의 파워문을 모아야 다음 레벨로 이동할 수 있지만 파워문을 모으는 것은 어디에서나 가능하며 이는 주요 목표 달성이 크게는 선택적이라는 것을 의미한다. 쿠파가 패배하면 각 레벨은 훨씬 더 많은 파워문으로 재조성되며, 그 중 일부는 파워문을 얻기 위해 더 진보화된 기술들이 필요하다. 충분한 파워문을 모으면 추가적인 의상을 구매할 수 있으며 2개의 보너스 지역의 잠금을 풀 수 있는데 그 중 하나가 보스전이다. 《슈퍼 마리오 64》 기반의 피치성 기반의 레벨도 있으며 이를 통해 마리오는 벽화에 점프하여 이전에 패배시켰던 보스들보다 더 어려운 버전들과 마주하게 된다. 이 레벨은 또한 추가적인 파워문들이 있으며 이것들은 게임 내에서 무언가를 달성하면 얻을 수 있다.
이 게임은 포토 모드가 있어서 플레이어가 자유 이동 카메라를 사용하여 스크린샷을 찍고 저장할 수 있으며 추가적인 옵션으로는 필터와 스티커 등이 있다.
또한 포토 모드로 게임플레이중 화면을 잠시 멈춰서 보지 못한곳을 볼 수 있다. 오디세이 테마의 마리오, 피치, 쿠파 아미보 조각상들을 사용하면 제각기 특수한 게임 내 기능들을 사용할 수 있게 해주며, 그 외에 플레이어가 게임을 완수하여 충분한 파워문을 모으기 전까지는 입을 수 없었던 특수 의상의 잠금이 해제된다. 다른 아미보를 스캔하면 파워문을 찾기 위한 힌트를 얻을 수 있다.

## 줄거리
마리오는 쿠파가 피치 공주와 결혼을 위해 납치하는 것을 막으려 시도하지만, 쿠파는 의인화된 사악한 토끼들의 모임인 브리들(Broodals)의 도움을 받아 마리오를 쿠파의 비행선에서 내쫓으며 그 과정에서 그의 시그너처 캡을 찢어버린다. 마리오는 모자 왕국에서 깨어나 모런인들 가운데 하나인 캐피를 만난다. 캐피는 마리오에게 쿠파가 자신의 여동생 티아라를 피치 공주의 왕관으로 사용하기 위해 데려갔다고 이야기하며 쿠파는 다른 왕국으로부터 그의 예정된 결혼에 관련한 더 많은 물건들을 모으고 있다고 추론한다. 마리오의 모자의 조각을 보고 캐피는 그것의 복제물로 변신하여 마리오에게 날아다니는 힘과 다른 창조물들과 물체들을 붙잡는 능력을 제공함으로써 피치 공주와 티아라를 구출할 수 있게 도와준다. 먼저 폭포 왕국 근처로 여행한 다음에 수많은 파워문을 채우면 쿠파를 따라잡을 수 있는 비행선인 오디세이호를 복원하게 된다.
마리오와 캐피가 세계의 여러 왕국을 탐험하면서 쿠파와 브리들이 자신들의 진로를 방해하는 것을 눈치채며 가끔씩 오디세이호를 파괴시켜 어쩔 수 없이 파워문으로 이들을 복원해야만 여행을 다시 할 수 있게 된다특히 잃어버린 왕국에선 캐피가 납치당한다. 끝내 쿠파 왕국에서 쿠파를 따라잡고 브리들을 무찌르지만 쿠파는 자신의 결혼을 위해 달로 떠난다. 마리오와 캐피는 달 위의 성당으로 향하고 여기에서 결혼이 막 시작되려고 한다. 달 표면 아래의 어느 동굴로 떨어진 뒤 마리오와 쿠파는 다시 마주치게 되는데, 마리오는 주도권을 잡고 쿠파를 의식을 잃게 만든 다음 피치 공주와 티아라를 구해낸다. 그러나 동굴이 갑자기 붕괴되기 시작한다. 달의 중심에서 피치 공주를 구출하기 위해 마리오는 캐피를 사용하여 쿠파 몸 속으로 들어가게 되고 쿠파의 강력한 발톱을 이용하여 길을 트며 나아가게 된다. 피치 공주는 마리오의 도움에 고마워하지만 그가 피치 공주에게 프로포즈를 할 때 쿠파는 깨어나고 자신도 그녀에게 프로포즈를 시도한다. 마리오는 쿠파와 티격태격 싸우지만 피치 공주는 no하고 마리오에게 "집에 가자!"("Let's go home!") 라고 외친 뒤 캐피, 티아라와 함께 오디세이호에 탑승하여 출발한다. 마리오는 쿠파를 발로 차서 점프한 다음 쿠파를 달에 놓아두고 피치 공주, 캐피, 티아라가 버섯 왕국으로 향하는 그 시점에 탑승한다.

## 개발

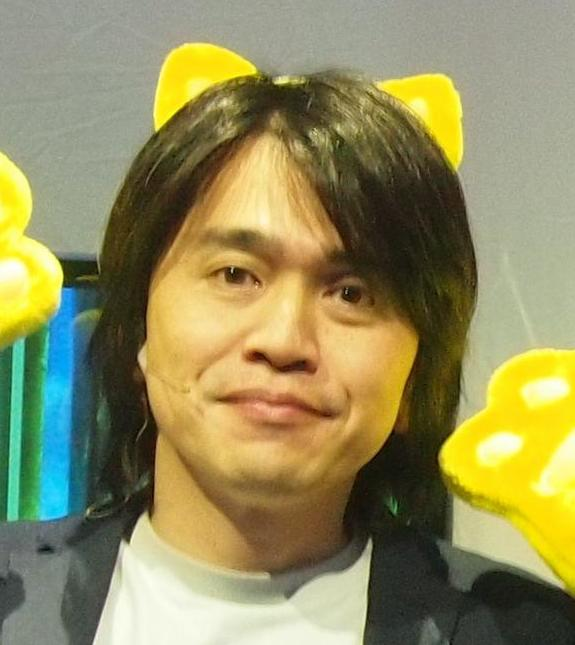
닌텐도의 장기간의 디자이너 고이즈미 요시아키는 이 게임의 선임 프로듀서를 맡았다.

게임 개발은 2013년 말 《슈퍼 마리오 3D월드》 출시 이후 시작되었으며 동일한 개발팀이 만들었다. 모토쿠라 켄타 감독의 감독 아래에 이 팀은 이 시리즈의 놀라움의 테마(theme of surprise)에 기반을 둔 재밌는 개념들을 찾아내는 것을 실험하였다. 이를테면 이 팀은 조이콘 컨트롤러를 가지고 모자를 던져서 게임 메카닉을 포착하는 편이 가장 만족스러운 동작임을 발견하였다. 브레인스토밍을 통해 수많은 기이한 프로토타입을 만들어냈으며, 개발자들은 촘촘한 샌드박스 환경으로 게임을 기원시킴으로써 이것들을 통합하는 일을 시도하였다. 이를 통해 게임의 다양한 왕국 환경들이 탄생되었으며 각기 고유한 게임 매카닉을 갖추게 되었다. 개발자들은 어느 환경이 오디세이호를 표현하는지를 선택할 때 도시 환경에 우선을 두었다. 이들은 새로운 설정에서 시리즈의 친숙한 개념을 앵커 플레이어들에게 전달하기 원했으므로 마리오와 더불어 《동키콩》에서 처음 등장한 등장인물인 폴린이라는 이름의 캐릭터를 도시 왕국(뉴동크 시티, New Donk City) 세계의 시장으로 선정하였다. 폴린의 캐릭터 개발을 통해 오디세이 테마 노래 《Jump Up, Super Star!》가 탄생하게 되었고 이 노래는 시장의 목소리를 연기한 케이트 데이비스가 맡았으며 목소리와 더불어 뮤지컬 테마를 사용한, 시리즈 중 최초의 게임이 되었다. 마리오의 의상 옵션 중 일부는 《마리오의 피크로스》, 《슈퍼 마리오 메이커》 등 마리오 시리즈의 이전 게임들의 캐릭터 의상을 참조하고 있다.
오디세이호는 마리오의 핵심 게이머들을 어필하기 위해 설계되었으며, 이는 시리즈가 최근까지 캐주얼 플레이어에 초점을 맞추고 있었던 것에서 벗어나는 것이다. 수집 가능한 주요 아이템들을 찾은 이후에 마리오를 레벨의 시작점으로 되돌려보내는 이전 타이틀과는 달리 파워문은 지속적인 탐험을 통해 발견하도록 설계되어 있으며 시리즈의 이전 게임들 보다 더 많은 주요 수집 아이템들을 갖추고 있다. 게임 진행에 필요한 파워문이 부족한 상황은 플레이어들에게 단순히 스토리를 진행하는 것이 아닌 모험을 위해 탐험하는 더 넓은 자유도를 제공하였으며 이는 시리즈의 새로운 방향이자 개발 직원들의 디자인적인 도전이기도 했다. 개발자들은 플레이어들이 비밀스러운 곳에 집중을 유도하는 모든 것을 검사하기를 바랐다. 마리오 시리즈의 개발자 미야모토 시게루는 게임의 의사결정에 매일 매일 참여하지는 않고 대신 책임 프로듀서의 역할을 맡았으며 개발팀이 그에게 게임 개념을 표출할 최선의 방법을 논의하였다. 미야모토의 피드백은 상당히 구체적이고 비판적이었으나 최후 통첩이 아닌 제안으로서 이야기하였으며 전반적으로 지지도가 높았다. 게임의 사운드트랙 작곡은 쿠보 나오토가 주도했으며, 이는 그가 닌텐도에서 처음으로 주도적으로 맡은 역할이며, 추가적인 작곡은 후지이 시호가 맡았고 장기간의 시리즈 작곡은 곤도 고지가 맡았다.

## 프로모션과 출시
선임 프로듀서 고이즈미 요시아키는 새로운 3D 마리오 게임이 2014년에 개발 중이라고 넌지시 언급했다. 타이틀은 닌텐도 스위치의 2016년 말 예고편에서 예고되었으며 닌텐도의 2017년 1월 신규 콘솔 프레젠테이션에서 공식 발표되었다. 게임플레이 동영상이 곧 잇따랐다. E3 2017에서, 여러 곳의 키오스크에 도시 왕국(뉴동크 시티) 테마의 섹션을 구축해놓고서 참석자들이 게임을 시연해볼 수 있게 하였다.
2017년 10월 10일, 닌텐도는 게임의 메인 테마이자 브로드웨이 뮤지컬 트레일러인 《Jump Up, Super Star!》를 자사의 유튜브 채널에 업로드하였으며 이 영상에는 라이브 액션 댄서들과 마리오가 등장한다. 이 노래는 그 달에 아이튠즈에 출시되었으며 미국 내 톱 25 베스트셀러에 등재되었다. 이 게임은 2017년 10월 27일에 전 세계로 출시되었다. 화이트 웨딩 테마의 마리오, 쿠파, 피치 공주 아미보 조각상들이 게임을 보완하기 위해 출시되었다. 닌텐도는 한정판 스위치 콘솔 번들을 출시하였으며 콘솔, 캐피-레드 컬러의 조이콘 한 쌍, 스위치 휴대용 케이스, 해당 게임의 e숍 다운로드 코드를 포함한다.
게임 프로모션에서 닌텐도는 2017년 12월 음식 제조업체 켈로그와 파트너십을 맺고 "슈퍼 마리오 시리얼"(Super Mario Cereal)이라는 이름의 마리오 테마의 시리얼을 미국에 출시하였다. 상자 뒷면에는 NFC 태그가 포함되어 있어서 게임 내에 사용할 수 있는 아미보 역할을 수행한다. 4장의 136개 트랙의 공식 사운드트랙이 2018년 2월 빙에 의해 일본에서 출시된다.

## 평가
E3 2017의 발표에서 오디세이는 해당 쇼에서 소셜 미디어의 가장 대중적인 게임이었으며 참석자 중 개발자들 사이에서 최고로 평가되었다. 비평가들이 초기에 감영받은 부분으로는 이 게임에 비밀들이 촘촘히 들어가있고 진행보다는 탐험에 더 중점을 두고 있다는 것이다. 더 버지의 앤드루 웹스터(Andrew Webster)는 게임의 구조가 스위치의 포터블 성향에 잘 순응하고 있어서 플레이어가 미션을 따라가기 위해 긴 시간 동안 플레이하거나 파워문을 수집하면서 짧은 시간 해나갈 수 있다고 생각했으며 이 저자는 《브레스 오브 더 와일드》에 걸쳐있는 성지, 숨겨진 미니 던전과 비교했다. 이러한 찬사에도 불구하고 웹스터는 모션 컨트롤이 실망스럽게도 정확도가 떨어지므로 표준 컨트롤의 정확도를 선호하였다. 특정한 장소에서 마리오를 2차원 슈퍼마리오 브라더스 형태로 전환하는 기능은 《젤다의 전설: 신들의 트라이포스 2》에 내장된 퍼즐과 비교되었으나, 벤처비트는 이 게임의 《소닉 더 헤지호그》 시리즈와의 유사성을 지적하였다.
출시 이후 《슈퍼 마리오 오디세이》는 리뷰 애그리게이터 메타크리틱에 따르면 비평가들로부터 대체적으로 호평을 받았으며 수많은 다른 게임들과 함께 해당 플랫폼에서 5위로 높은 점수를 받은 게임으로 평가되었다. 에지는 이 게임의 새로운 아이디어들의 독창성과 닌텐도가 마리오 게임에서 설립해놓은 공식에서 벗어난 리스크에 대해 높게 평가하였으며, 이러한 평가를 받을만한 자격이 있다고 믿었다. 이들은 이 게임을 《슈퍼 마리오 64》와 관련지었으며 이전에 달성해본 적이 없는 정신적인 계승자로 불렀다. 이 잡지는 또한 캐피와 포착 매카닉을 도입한 것에 대해 찬사를 보냈으며 현재까지의 마리오 시리즈 가운데 가장 다재다능한 기능으로 불렀고 닌텐도가 이러한 기능을 통해 자신들의 수많은 게임플레이 활동들을 재발명할 수 있게 해주었지에 대해 향유하였다. 패미통은 이 게임에 대해 40점 중 30점을 주었으며 이는 《슈퍼 마리오 64》와 동점이며 그 이후 3D 마리오 게임에 대해서는 최고점이다. IGN과 게임스팟에 의해서는 10/10점 만점을 받기도 했으며 둘 다 게임의 독창성을 칭찬하였다.

### 판매
출시된지 나흘만에 전 세계적으로 게임의 200만 본 이상이 판매되었으며, 그 중 일본에서는 50만 본 넘게 판매되었다.
런칭한 주 동안에 이 게임은 영국에서 보다 더 많이 판매된 《어쌔신 크리드 오리진》과 경쟁하였다. 미국과 유럽에서는 닌텐도가 가장 빠르게 판매한 슈퍼마리오 게임으로 되었는데, 미국에서 닷새 안에 1,100,000본이 판매되었다. NPD 그룹에 따르면 이 게임은 2017년 10월 가장 많이 판매된 비디오 게임이었으며, 그 해 온라인 소매자의 가장 많이 판매된 게임으로서 아마존에 등재되었다. 2017년 9월 25일부터 10월 말까지 63,538개의 디지털 사본이 일본에서 판매되었다.

### 수상
| 연도 | 상                          | 분류                       | 결과 | 참조                        |
| ---- | --------------------------- | -------------------------- | ---- | --------------------------- |
| 2017 | IGN's Best of E3            | Best Platformer            | 수상 | [ 71 ]                      |
| 2017 | IGN's Best of E3            | Best Nintendo Switch Game  | 수상 | [ 71 ]                      |
| 2017 | IGN's Best of E3            | Game of Show               | 수상 | [ 71 ]                      |
| 2017 | Game Critics Awards         | Best Action/Adventure Game | 수상 | [ 72 ]                      |
| 2017 | Game Critics Awards         | Best Console Game          | 수상 | [ 72 ]                      |
| 2017 | Game Critics Awards         | Best of Show               | 수상 | [ 72 ]                      |
| 2017 | 디스트럭토이드's Best of E3 | Best of Show               | 수상 | [ 73 ]                      |
| 2017 | 게임스컴                    | Best of Gamescom           | 수상 | [ 74 ]                      |
| 2017 | 게임스컴                    | Best Action Game           | 수상 | [ 74 ]                      |
| 2017 | 게임스컴                    | Best Family Game           | 수상 | [ 74 ]                      |
| 2017 | 게임스컴                    | Best Nintendo Switch Game  | 수상 | [ 74 ]                      |
| 2017 | 게임스컴                    | Most Wanted Consumer Award | 수상 | [ 74 ]                      |
| 2017 | Golden Joystick Awards      | Studio of the Year         | 수상 | [ 75 ] [ 76 ]               |
| 2017 | Golden Joystick Awards      | Nintendo Game of the Year  | 후보 | [ 75 ] [ 76 ]               |
| 2017 | Golden Joystick Awards      | Ultimate Game of the Year  | 후보 | [ 75 ] [ 76 ]               |
| 2017 | The Game Awards 2017        | Game of The Year           | 후보 | [ 77 ]                      |
| 2017 | The Game Awards 2017        | Best Game Direction        | 후보 | [ 77 ]                      |
| 2017 | The Game Awards 2017        | Best Score/Music           | 후보 | [ 77 ]                      |
| 2017 | The Game Awards 2017        | Best Audio Design          | 후보 | [ 77 ]                      |
| 2017 | The Game Awards 2017        | Best Action/Adventure Game | 후보 | [ 77 ]                      |
| 2017 | The Game Awards 2017        | Best Family Game           | 수상 | [ 77 ]                      |
| 2017 | IGN Best of 2017 Awards     | Game of the Year           | 후보 | [ 78 ] [ 79 ] [ 80 ] [ 81 ] |
| 2017 | IGN Best of 2017 Awards     | Best Switch Game           | 후보 | [ 78 ] [ 79 ] [ 80 ] [ 81 ] |
| 2017 | IGN Best of 2017 Awards     | Best Platformer            | 수상 | [ 78 ] [ 79 ] [ 80 ] [ 81 ] |
| 2017 | IGN Best of 2017 Awards     | Best Original Music        | 수상 | [ 78 ] [ 79 ] [ 80 ] [ 81 ] |

## 참조

### 내용주
1. ↑  영어: Super Mario Odyssey, 일본어: スーパーマリオオデッセイ
2. ↑  Super Mario Odyssey shares its status as fifth-highest rated game on Metacritic with 슈퍼 마리오 Wii 갤럭시 어드벤처, 슈퍼 마리오 Wii 2 갤럭시 어드벤처 투게더, 젤다의 전설: 브레스 오브 더 와일드, en:Tony Hawk's Pro Skater 3, 퍼펙트 다크, 메트로이드 프라임, 그랜드 테프트 오토 III, 그랜드 테프트 오토 V, 헤일로: 컴뱃 이볼브드, and en:NFL 2K1. The games that are rated higher than Super Mario Odyssey are 젤다의 전설: 시간의 오카리나, en:Tony Hawk's Pro Skater 2, 소울칼리버 (비디오 게임), and 그랜드 테프트 오토 IV.[62]